# Regalisme
El regalisme fou el conjunt de teories i pràctiques dutes a termes pels monarques catòlics europeus durant els segles xvii i xviii relatives a les regalies —drets i prerrogatives— inherents a la seva sobirania, que tenien per finalitat controlar l'acció de l'Església. El terme fou aplicat especialment a la Corona de Castella, i pràctiques similars són anomenades gal·licanisme a França i josefinisme als estats dels Habsburg.

## Història

### Antecedents
A la Monarquia d'Espanya el regalisme s'origina durant el regnat dels Reis Catòlics, quan aquest obtingueren el patronat regi simultàniament tant per a la Corona de Castella com per a la Corona d'Aragó (1482), i després per als Regnes d'Índies (1510). A França i amb la consolidació de l'absolutisme, el regalisme esdevingué font de confrontació entre la sobirania monàrquica i la pontifícia pel control de dominis discutibles. A l'assemblea del clericat francès (1681-1682) s'aprovaren les tesis de Jacques-Bénigne Bossuet (Declaratio cleri gallicani, 1682) que donaren lloc al gal·licanisme, una forma de regalisme francès. I el mateix Lluís XIV proclamà el 1692 el contingut de les Llibertats gal·licanes que el convertien, en la pràctica, en cap de l'Església a França.

### Absolutisme borbònic a Espanya
Amb l'entronització de la Casa de Borbó la polèmica aparegué al si de la Monarquia d'Espanya, especialment a partir del 1709 a conseqüència del reconeixement del Papa a l'arxiduc Carles d'Àustria com a legítim hereu de la corona espanyola, Felip V trencà les relacions amb la Santa Seu. El 1713 el fiscal del Consell de Castella Melchor Rafael de Macanaz preparà un memorial a tal efecte, que finalment no pogué dur a terme. El 1717 s'arribà a un acord per mitjà del cardenal Julio Alberoni que fou abandonat poc després per ser considerat insuficient. El 1737 l'informe de l'abat de Vivanco presentà 30.000 beneficis eclesiàstics que escapaven al patronat regi en benefici del Papa, arran del qual s'arribà a un concordat per mitjà de Gaspar de Molina que poc després també fou abandonat per ser considerat insuficient. El 1753 i ja sota el regnat de Ferran VI de Castella es firmà el Concordat de 1753 per mitjà dels ministres Carvajal, Francisco Rábago y Noriega, Figueroa i el marquès de l'Ensenada, que fixà la concessió a la corona espanyola el patronat regi universal en tots els seus regnes, fet que suposava posar en mans del monarca el control de l'Església espanyola.
Sota el regnat de Carles III de Castella es reinstaurà la prerrogativa Regium exequatur que conferia al monarca el dret de retenir fins a donar la seva aprovació les butlles i breus papals, i que ja havia estat usada per Carles V i Felip II per bé que havia caigut en desús al segle següent. Així mateix s'amplià la seva aplicació als assumptes relacionats amb el dogma a causa de la polèmica ocasionada per la condemna de la Exposition de la doctine chrétienne de François Philippe Mesenguey. Tanmateix però poc després el exequator es declararia en suspens. També s'establiren els recursos de força pels quals l'administració de la justícia civil que es feia a les Reials Audiències i al Consell de Castella, també revisaria les apel·lacions de les sentències dels tribunals eclesiàstics, podent a més revocar-les i dictar-ne de noves si trobava vicis de procediment. Degut als ministres Campomanes i Floridablanca s'obtingué el Tribunal de la Nunciatura (1766), i el 1767 s'expulsà els jesuïtes -l'Orde més vinculada al Papa- fet que representà el punt més extrem al que arribà la política regalista dels borbons espanyols durant el regnat de Carles III, influït per Tanucci i el denominat partido jansenista en referència a Pedro Rodríguez Campomanes. L'orientació regalista també s'encarà als assumptes econòmics: l'expedient d'amortització eclesiàstica inspirat pel text de Campomanes Tratado de laz Regalía de Amortización (1765); la reforma de l'excusat eclesiàstic (teòricament el Delme contribuint de cada parròquia), que aconseguí el pagament general acordat amb el clergat per aquest concepte de 250.000 a 900.000 ducats, perquè l'estat estigués disposat a cobrar-se'l pel seu compte; i diferents disposicions que afectaven al clero regular com la prohibició de les eres excepte als franciscans, mercedaris i trinitaris; prohibició d'ocupacions temporals dels monjos (1767), el control de la censura inquisitorial sobre la publicació de llibres (1768), l'ajust del nombre de religiosos a cada convent als seus ingressos econòmics (1770), i limitació de les facultats judicials de la Inquisició (1770). I sota el regnat de Carles IV (1788-1808) el ministre Godoy intentà d'exigir a la Inquisició la comunicació prèvia de les detencions (1797).

## Regalies disputades
Entre els drets eclesiàstics que els monarques reclamaren com a regalies de la seva sobirania hi figuren:
- el patronat regi (dret de presentar o esmenar candidats per als beneficis o d'ocupar seus vacants)
- el plàcet
- els recursos de força (facultat de sostreure de la jurisdicció eclesiàstica els processats)
- la regalia d'amortització (intervenció de l'autoritat civil enfront de l'acumulació de béns immobles per part de l'Església), etc.